# Bosonossa and Other Ballads
Bosonossa and Other  Ballads – album polskiego trębacza jazzowego Tomasza Stańki nagrany z jego międzynarodowym kwartetem.
Wszystkie utwory na płycie to kompozycje Tomasza Stańki. Nagrania zarejestrowano 29 i 30 marca oraz 1 kwietnia 1993 w Studiu S-4 w Warszawie. Album (CD) wydany został przez firmę GOWI Records (CDG 08) w 1993.

## Muzycy
- Tomasz Stańko – trąbka
- Bobo Stenson – fortepian
- Anders Jormin – kontrabas
- Tony Oxley – perkusja

## Lista utworów
| 1. | „Sunia”                            | 13:14 |
|    |                                    |       |
| 2. | „White Ballad”                     | 9:52  |
|    |                                    |       |
| 3. | „Maldoror’s War Song”              | 9:06  |
|    |                                    |       |
| 4. | „Morning Heavy Song”               | 8:16  |
|    |                                    |       |
| 5. | „Bosonossa”                        | 8:19  |
|    |                                    |       |
| 6. | „Die Weisheit Von Isidore Ducasse” | 9:39  |
|    |                                    |       |
|    |                                    | 58:26 |
|    |                                    |       |

## Informacje uzupełniające
- Produkcja – Tomasz Stańko
- Inżynier dźwięku – Rafał Paczkowski
- Kierownik nagrań – Jarosław Orłowski
- Grafika na okładce – Joanna Stańko
- Projekt okładki, zdjęcia – Artur Tajber
- Producent wykonawczy – Marek Winiarski, Zdzisław Gogulski